# Miracle (Jon Bon Jovi)
Miracle is een nummer van de Amerikaanse rockzanger Jon Bon Jovi uit 1990, bekend als de zanger van de rockband Bon Jovi. Het is de tweede single van zijn eerste soloalbum Blaze of Glory.
Het nummer wist het succes van voorganger Blaze of Glory in de meeste landen niet te evenaren. "Miracle" bereikte bijvoorbeeld de 12e positie in de Amerikaanse Billboard Hot 100. In Nederland bereikte het de Top 40 niet, maar kwam het wel tot een 65e positie in de Single Top 100. Succesvoller was het in Vlaanderen, waar het een bescheiden 26e positie bereikte in de Radio 2 Top 30 en daarmee het succes van de vorige single wél evenaarde.